# امبودیفاریهای، فنومانانا
امبودیفاریهای، فنومانانا (به لاتین: Ambodifarihy Fenomanana) یک سکونتگاه مسکونی در ماداگاسکار است که در واکینانکاراترا واقع شده‌است.

## خصوصیات
امبودیفاریهای ۱۱٬۰۰۰ نفر جمعیت دارد و ۱٬۵۷۲ متر بالاتر از سطح دریا واقع شده‌است.